# Cody Mattern
Cody Matthew Mattern (ur. 23 lutego 1981 w Reno) – amerykański szpadzista, dwukrotny medalista mistrzostw świata.
Podczas mistrzostw świata w Paryżu w 2010 roku Amerykanie w składzie: Weston Kelsey, Cody Mattern, Benjamin Bratton i Benjamin Ungar zdobyli srebrny medal w zawodach drużynowych. Na rozgrywanych dwa lata później mistrzostwach świata w Kijowie w tej samej konkurencji zdobył złoty medal.
Wystartował na igrzyskach olimpijskich w Atenach w 2004 roku, gdzie drużynowo był szósty, a indywidualnie zajął 22. miejsce. Były to jego jedyne starty olimpijskie.
Na igrzyskach panamerykańskich w Rio de Janeiro w 2007 roku zdobył brązowy medal w szpadzie drużynowej. Ponadto wywalczył złoto w tej konkurencji na igrzyskach panamerykańskich w Guadalajarze w 2011 roku.